# Najdłuższe rzeki świata
Najdłuższe rzeki świata.
| L.p. | Rzeka              | Dł. (km)      | Państwa                                                                                     | Pow. dorzecza w tys. km² | Zlewisko                   |
| ---- | ------------------ | ------------- | ------------------------------------------------------------------------------------------- | ------------------------ | -------------------------- |
| 1/2  | Nil                | 66506695      | Burundi, Rwanda, Tanzania, Uganda, Sudan Południowy, Sudan, Egipt                           | 2870                     | Morze Śródziemne           |
| 1/2  | Amazonka           | 64006800 7040 | Peru, Kolumbia, Brazylia                                                                    | 7200                     | Ocean Atlantycki           |
| 3    | Jangcy             | 6300          | Chiny                                                                                       | 1807                     | Morze Wschodniochińskie    |
| 4    | Missisipi-Missouri | 6275          | Stany Zjednoczone                                                                           | 3229                     | Zatoka Meksykańska         |
| 5    | Huang He           | 5464          | Chiny                                                                                       | 752                      | Zatoka Pohaj               |
| 6    | Ob-Irtysz          | 5410          | Chiny, Kazachstan, Rosja                                                                    | 2972                     | Zatoka Obska               |
| 7    | Kongo              | 4700          | Demokratyczna Republika Konga, Kongo, Angola                                                | 3690                     | Ocean Atlantycki           |
| 8    | Mekong             | 4500          | Chiny, Mjanma, Tajlandia, Laos, Kambodża, Wietnam                                           | 810                      | Morze Południowochińskie   |
| 9    | Amur               | 4440          | Mongolia, Chiny, Rosja                                                                      | 1855                     | Morze Ochockie             |
| 10   | Lena               | 4400          | Rosja                                                                                       | 2490                     | Morze Łaptiewów            |
| 11   | Parana             | 4380          | Brazylia, Paragwaj, Argentyna                                                               | 3100                     | La Plata                   |
| 12   | Mackenzie          | 4240          | Kanada                                                                                      | 1760                     | Morze Beauforta            |
| 13   | Niger              | 4160          | Gwinea, Mali, Niger, Benin, Nigeria                                                         | 2117                     | Zatoka Gwinejska           |
| 14   | Jenisej            | 4102          | Mongolia, Rosja                                                                             | 2580                     | Morze Karskie              |
| 15   | Wołga              | 3530          | Rosja, Kazachstan                                                                           | 1360                     | Morze Kaspijskie           |
| 16   | Murray+Darling     | 3490          | Australia                                                                                   | 1072,9                   | Ocean Indyjski             |
| 17   | Jukon              | 3184          | Kanada, Stany Zjednoczone                                                                   | 480                      | Morze Beringa              |
| 18   | Indus              | 3180          | Chiny, Indie, Pakistan                                                                      | 1165                     | Morze Arabskie             |
| 19   | Saluin             | 3060          | Chiny, Mjanma                                                                               | 325                      | Morze Andamańskie          |
| 20   | Rio Grande         | 3034          | Stany Zjednoczone, Meksyk                                                                   | 440                      | Zatoka Meksykańska         |
| 21   | Syr-daria          | 3019          | Kirgistan, Tadżykistan, Uzbekistan, Kazachstan                                              | 219                      | Jezioro Aralskie           |
| 22   | Brahmaputra        | 2940          | Chiny, Indie, Bangladesz                                                                    | 935                      | Zatoka Bengalska           |
| 23   | São Francisco      | 2900          | Brazylia                                                                                    | 610                      | Ocean Atlantycki           |
| 24   | Dunaj              | 2860          | Niemcy, Austria, Słowacja, Węgry, Chorwacja, Serbia, · Bułgaria, Rumunia, Ukraina, Mołdawia | 817                      | Morze Czarne               |
| 25   | Eufrat             | 2781          | Turcja, Syria, Irak                                                                         | 673                      | Zatoka Perska              |
| 26   | Zambezi            | 2699          | Angola, Namibia, Zimbabwe, Zambia, Mozambik                                                 | 1671                     | Kanał Mozambicki           |
| 27   | Amu-daria          | 2620          | Afganistan, Tadżykistan, Turkmenistan, Uzbekistan                                           | 465                      | Jezioro Aralskie           |
| 28   | Kołyma             | 2513          | Rosja                                                                                       | 644                      | Morze Wschodniosyberyjskie |
| 29   | Ganges             | 2510          | Indie, Nepal, Bangladesz                                                                    | 907                      | Zatoka Bengalska           |
| 30   | Ural               | 2428          | Rosja, Kazachstan                                                                           | 237                      | Morze Kaspijskie           |
| 31   | Oleniok            | 2292          | Rosja                                                                                       | 291                      | Morze Łaptiewów            |
| 32   | Dniepr             | 2285          | Rosja, Białoruś, Ukraina                                                                    | 516                      | Morze Czarne               |
| 33   | Irawadi            | 2170          | Chiny, Mjanma                                                                               | 430                      | Morze Andamańskie          |
| 34   | Orinoko            | 2160          | Kolumbia, Wenezuela                                                                         | 960                      | Ocean Atlantycki           |
| 35   | Xi Jiang           | 2129          | Chiny                                                                                       | 426                      | Morze Południowochińskie   |
| 36   | Kolumbia           | 2000          | Kanada, Stany Zjednoczone                                                                   | 415                      | Ocean Spokojny             |
| 37   | Don                | 1950          | Rosja                                                                                       | 422                      | Morze Azowskie             |
| 38   | Tygrys             | 1900          | Turcja, Syria, Irak                                                                         | 375                      | Zatoka Perska              |
| 39   | Oranje             | 1860          | Lesotho, Południowa Afryka, Namibia                                                         | 1020                     | Ocean Atlantycki           |
| 40   | Peczora            | 1809          | Rosja                                                                                       | 322                      | Morze Barentsa             |
| 41   | Churchill          | 1610          | Kanada                                                                                      | 280                      | Zatoka Hudsona             |
| 42   | Okawango           | 1600          | Angola, Namibia, Botswana                                                                   | 800                      | bagna Okawango             |
| 43   | Limpopo            | 1600          | Południowa Afryka, Botswana, Zimbabwe, Mozambik                                             | 440                      | Ocean Indyjski             |